# Salaka jedlá
Salaka jedlá (Salacca zalacca, Salacca edulis, Calamus zalacca) je druh palmy původem z Jávy a Sumatry, která je známá díky svému chutnému ovoci (snakefruit, hadí ovoce, hadí vejce, hadí fík). V současnosti[kdy?] se snadno pěstuje i v našich podmínkách, ale zejména je pěstována v Indonésii, Malajsii a Thajsku.
Listy dorůstají délky šesti metrů a řapíky, které mohou být dlouhé až dva metry, jsou pokryty trny dlouhými až 15 cm. Rostlině vyhovuje polostín, bývají tedy vysazovány pod vzrostlými stromy. Salaka vyžaduje celoroční teplotu nad 20°C, při teplotě pod 16°C rostliny hynou.
Plody, které velikostí připomínají fíky, rostou při zemi a jejich slupka připomíná hadí kůži. Kůži lze loupat od špičky, ale jemné výstupky mohou být poněkud ostré. Existují odrůdy s různou konzistencí, přičemž plody chuťově připomínají banán, jahody, nebo ananas. Salaka se vyznačuje svou trvanlivostí, proto býval oblíbeným jídlem např. na poutních cestách.

## Galerie

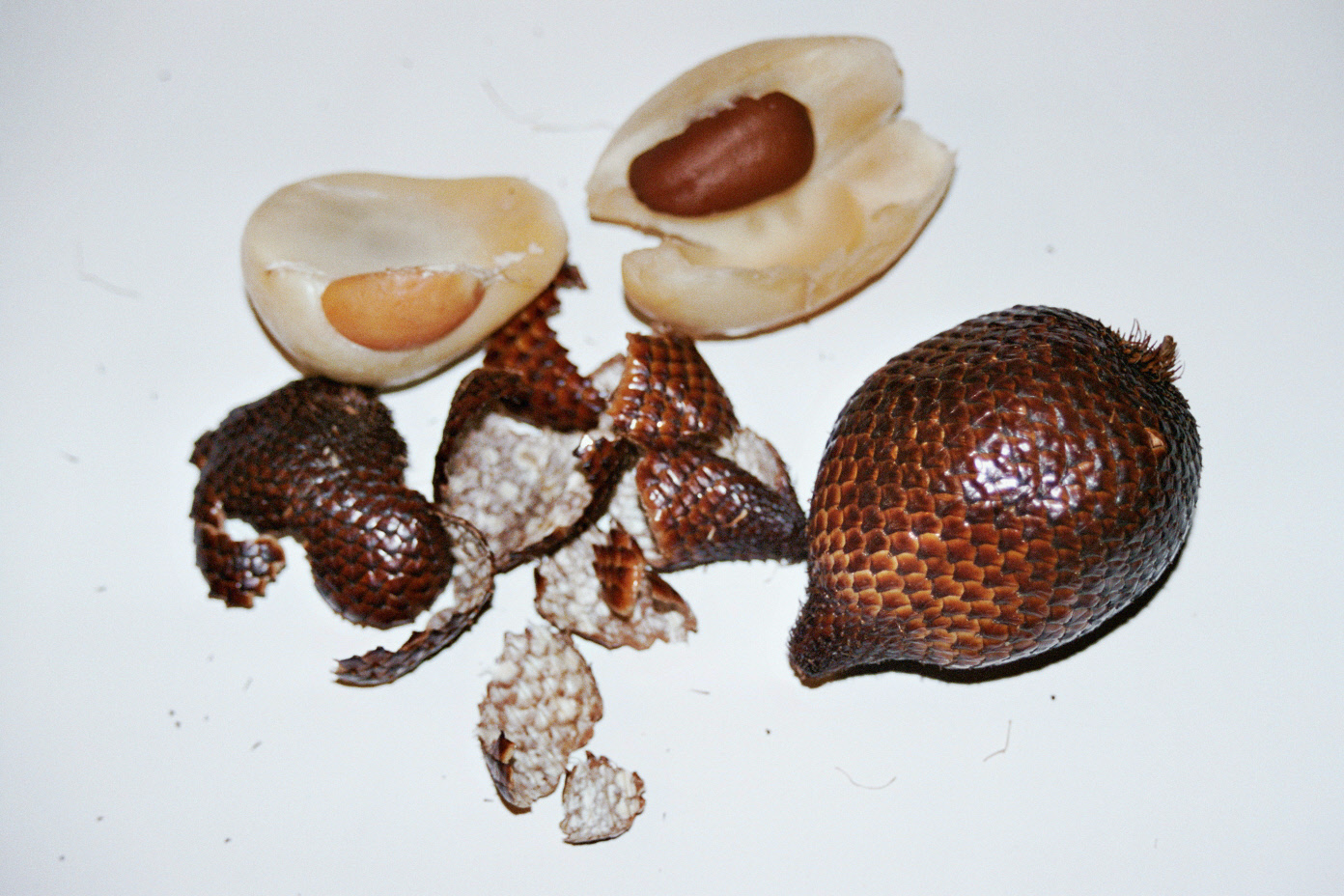
Salak, hadí ovoce
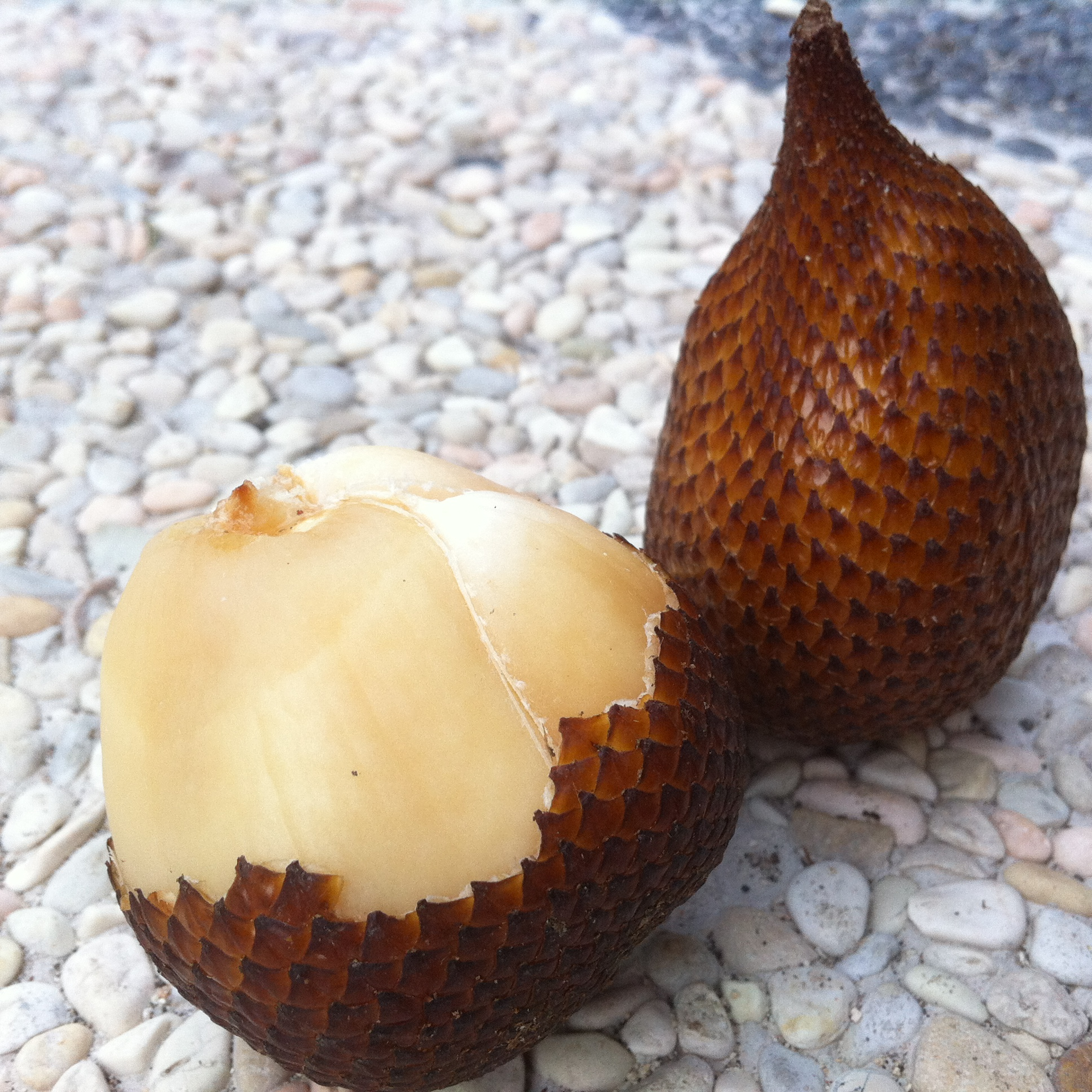
Salak, hadí fík
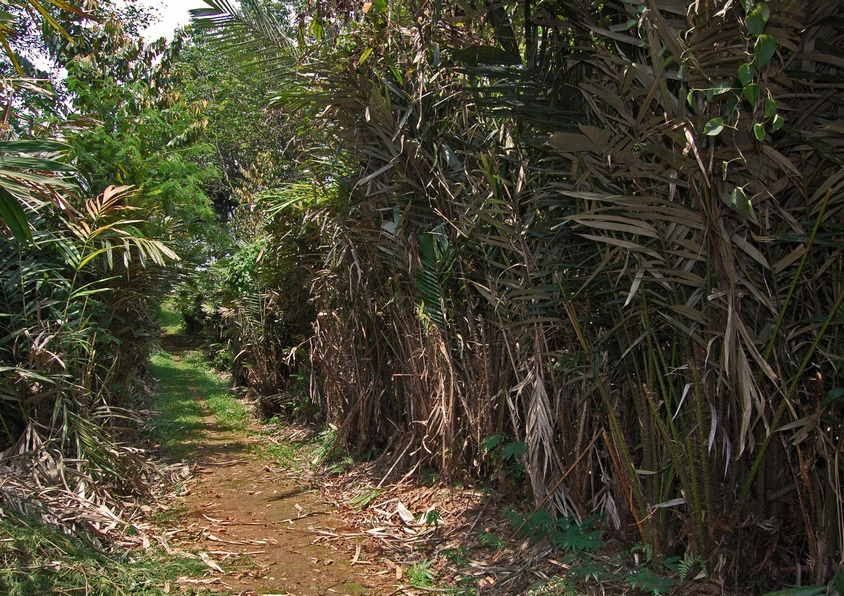
Pěstování salaku
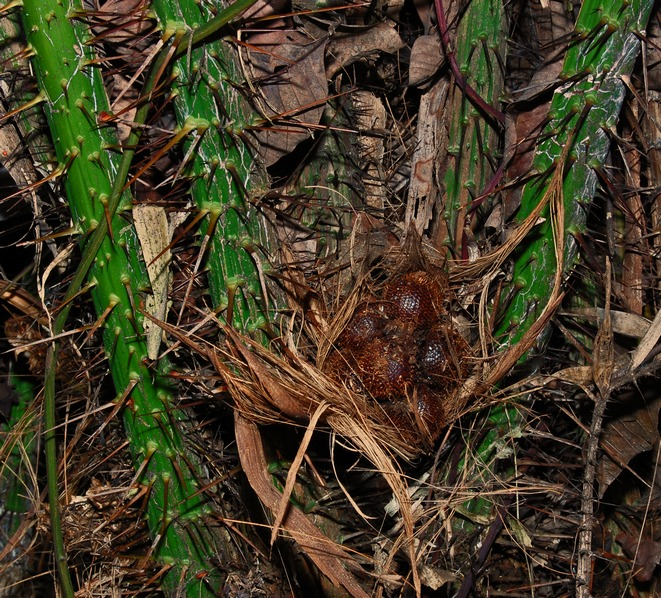
Zrající plody salaku
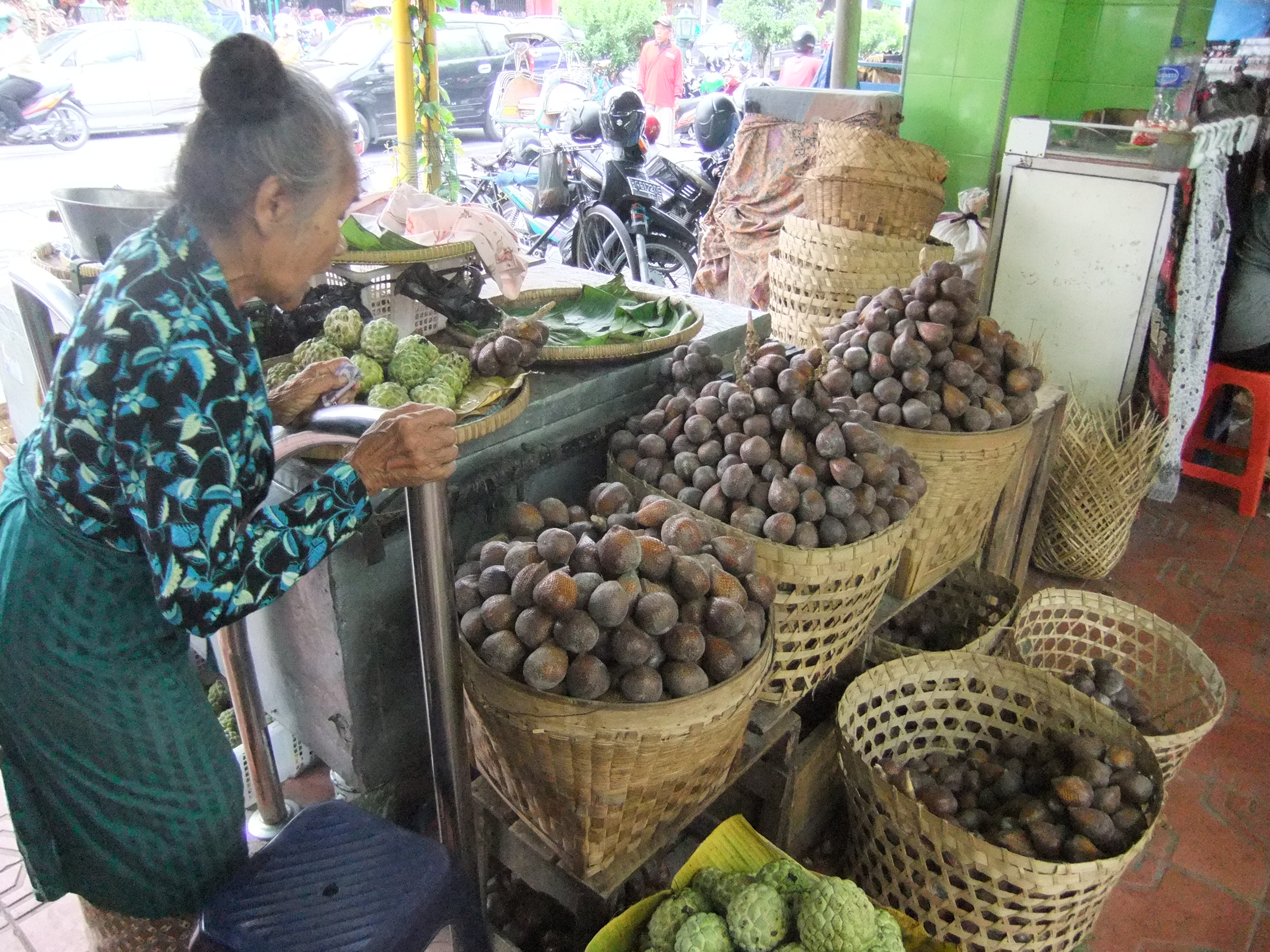
Salak na trhu v Indonésii
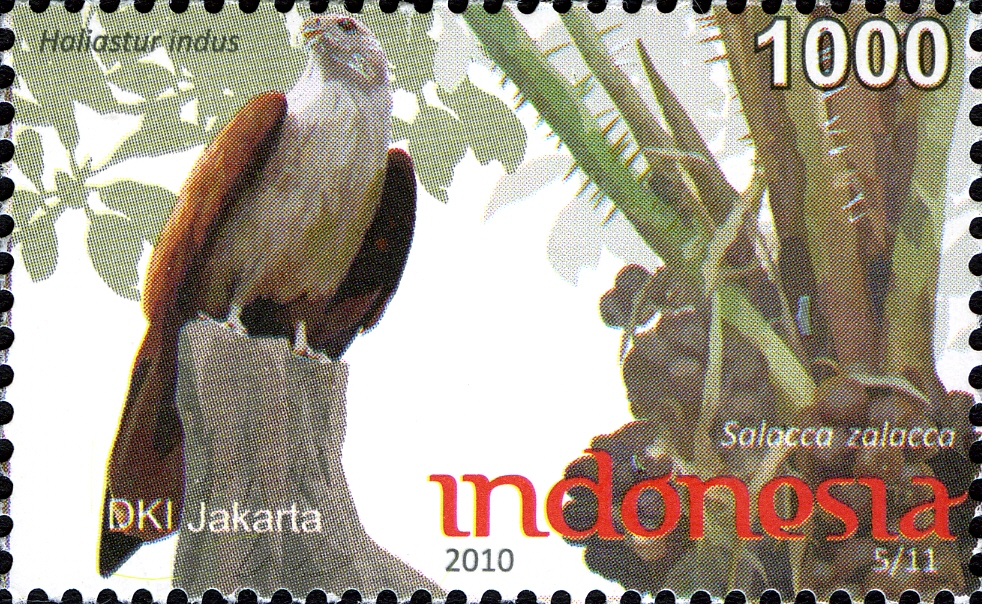
Salak na poštovní známce